# 포항시·영일군·울릉군 (1981년 선거구)
포항시·영일군·울릉군은 대한민국의 옛 국회의원 선거구이다. 당시 경상북도 포항시, 영일군, 울릉군 지역을 관할했다.

## 역사
제11대 국회의원 선거를 앞두고 포항시·영일군·울릉군·영천군 선거구에서 분리되면서 신설되었다.
제13대 국회의원 선거를 앞두고 포항시 선거구와 영일군·울릉군 선거구로 분리되면서 폐지되었다.

## 역대 국회의원
| 선거   | 정당 | 정당       | 1위 의원 | 정당 | 정당       | 2위 의원 |
| ------ | ---- | ---------- | -------- | ---- | ---------- | -------- |
| 1981년 |      | 민주정의당 | 이진우   |      | 한국국민당 | 이성수   |
| 1985년 |      | 민주정의당 | 박경석   |      | 민주한국당 | 서종열   |

## 역대 선거 결과

### 대한민국 제11대 국회의원 선거
|  | 46.45% |

|  | 19.20% |

|  | 10.83% |

|  | 9.01% |

|  | 8.06% |

|  | 4.13% |

|  | 2.28% |

### 대한민국 제12대 국회의원 선거
|  | 38.62% |

|  | 26.02% |

|  | 17.74% |

|  | 13.63% |

|  | 2.85% |

|  | 1.11% |